# My Arms, Your Hearse
My Arms, Your Hearse (рус. Мои объятия, твой катафалк) — третий студийный альбом шведской прогрессивной метал-группы Opeth, выпущенный 18 августа 1998 года лейблами Candlelight Records в Европе и Century Black в США.
Название альбома взято из текста песни «Drip, Drip» группы Comus.

## Предыстория и запись
My Arms, Your Hearse стал первым альбомом Opeth с барабанщиком Мартином Лопесом, который откликнулся на газетное объявление, размещённое Opeth после ухода Андерса Нордина. Вскоре после этого в группу также пришёл Мартин Мендес, друг и бывший коллега Лопеса по группе. Лопес и Мендес были фанатами группы и сами сняли объявление, чтобы другие музыканты не могли претендовать на эту работу. Сначала Окерфельдт и Линдгрен не хотели, чтобы Лопес и Мендес присоединялись к ним, потому что они уже знали друг друга; они чувствовали, что им нужны два незнакомца, чтобы в группе не было двух лагерей, но в конце концов наняли обоих. Однако у Мендеса не было достаточно времени, чтобы выучить басовые партии для альбома, поэтому фронтмен Микаэль Окерфельдт играл на басу на протяжении всей сессии записи. Все песни на My Arms, Your Hearse короче десяти минут, в то время как на предыдущем альбоме Opeth, Morningrise, каждая песня превышает эту продолжительность. Альбом посвящён Ли Барретту из Candlelight Records.

## Концепция альбома
Окерфельдт написал все тексты до того, как была написана музыка, для создания первого концептуального альбома Opeth. Каждая песня заканчивается названием следующей. Например, «April Ethereal» заканчивается словом «when», которое является названием следующего трека.

## Художественное оформление
Обложка этого альбома была сделана их гитаристом (на тот момент) Питером Линдгреном. Оригинальная фотография была сделана в конце 1997 года где-то в Швеции. Эффекты были добавлены позже. Фигура, изображённая посередине, — это подруга Линдгрен в костюме и с нанесённым макияжем.

## Выпуск

### История выпуска
| Год  | Регион         | Лейбл             | Формат          | Каталог         |
| ---- | -------------- | ----------------- | --------------- | --------------- |
| 1998 | Великобритания | Candlelight       | CD              | CANDLE25        |
| 1998 | США            | Century Black     | CD              | 7894-2          |
| 1998 | Польша         | Mystic Production | Компакт-кассета | 159             |
| 2000 | Великобритания | Candlelight       | CD              | Candle055       |
| 2000 | Нидерланды     | Displeased        | Двойной LP      | D-00083         |
| 2000 | США            | Candlelight       | CD              | CANUS068CD      |
| 2003 | Великобритания | Candlelight       | CD              | CANDLE055TIN    |
| 2003 | Россия         | IROND             | CD              | IROND CD 03-632 |
| 2005 | Великобритания | Candlelight       | LP              | CVCS 005 PD     |
| 2006 | Япония         | Candlelight       | CD              | XQAN-1003       |
| 2008 | Великобритания | Back On Black     | LP              | BOBV099LP       |
| 2008 | Япония         | Avalon            | CD              | MICP-10809      |

### Переиздание
В 2000 году альбом был переиздан на CD лейблом Candlelight Records и на пластинке Displeased Records. Тираж пластинки был ограничен 1000 экземплярами. Эти переиздания содержат два бонус-трека: «Circle of the Tyrants» и «Remember Tomorrow». Это каверы на песни, которые ранее были доступны только на двух отдельных трибьют-альбомах, In Memory of Celtic Frost и A Call to Irons: A Tribute to Iron Maiden, соответственно. Специальное издание было выпущено Candlelight в 2003 году.

## Отзывы критиков
| Оценки критиков     | Оценки критиков |
| Источник            | Оценка          |
| ------------------- | --------------- |
| AllMusic            | [ 1 ]           |
| Chronicles of Chaos | 10/10           |
| Metal Crypt         | 4.75/5          |
| Metal Storm         | 9.7/10          |
| Sea of Tranquility  | [ 13 ]          |
| Sputnikmusic        | [ 14 ]          |
| Tartarean Desire    | 9.5/10          |
| Terrorizer          | [ 16 ]          |

My Arms, Your Hearse была высоко оценена критиками. Стив Хьюи из AllMusic сказал, что она «логически переходит от одной композиции к другой, и в большинстве длинных песен достаточно вариаций по текстуре и настроению, чтобы поддерживать интерес слушателя достаточно долго». Джеб из журнала Metal Faith сказал: «каждая песня как бы перетекает в следующую, придавая альбому единое звучание». Джефф из журнала Mid West Metal прокомментировал это так: «Поскольку я никогда не был знаком с Opeth, я отнёс их к типичным блэк-метал группам, которые поют о любви, взаимоотношениях и тому подобном дерьме. Я действительно не ожидал, что выйду сухим из воды, когда зазвучит „April Ethereal“, с этого момента я стал новообращённым! И хотя в альбоме есть несколько сочных частей и некоторые характерные черты фолка, это всё равно очень насыщенный альбом группы, которая, кажется, не забыла, как, чёрт подери, они достигли своего нынешнего уровня в жизни». Кристиан Реннер из Metal Crypt написал: «Музыкальность, как всегда, великолепна и написание песен — это именно то, чего можно было бы ожидать от этой невероятно талантливой группы. Это ещё один отличный альбом, за написание которого большинство групп отдали бы свою правую руку, и это заявление красноречиво говорит о таланте команды Окерфельдта/Линдгрен в написании песен». Педро Азеведо из Chronicles of Chaos сказал об альбоме: «Хотя некоторые части звучания барабанов несколько отличаются от оригинала, временами неловкий (кстати, новый барабанщик и басист), инструментальное исполнение настолько великолепно, насколько можно было ожидать, а вокал Окерфельдта снова потрясающий. Отрывки высочайшего качества просто пронизывают весь альбом, делая его по-настоящему превосходным. My Arms, Your Hearse — это действительно блестящее доказательство того, что шведский метал не совсем застойный». Критик Tartarean Desire Чеке Робер писал: «Эта пластинка более мощная и красивая, чем бо́льшая часть современной музыки этого жанра. Весь альбом представляет собой смесь адского адреналина и соула. […] My Arms, Your Hearse — настолько мощный альбом, что я считаю его одним из лучших в своём жанре». Demonic Tutor (более известный как Оливье Эспио) из Metal Storm заявил, что альбом — это «путешествие в рай», дополнив: 

Если альбом Blackwater Park до сих пор остаётся шедевром Opeth, то My Arms, Your Hearse также заслуживает максимальной оценки. Лично я считаю, что эта пластинка не уступает Blackwater Park… Что ж, этот альбом ДОЛЖЕН быть у каждого металиста на земле. Если вы устали от своих стандартов, или если вы просто хотите открыть для себя новые горизонты в мире метала, или просто если вы не хотите пропустить выступление лучшей группы по своему творчеству, послушайте Opeth… Слушая My Arms, Your Hearse, я могу сказать, что у совершенства теперь есть имя: Opeth.
Тим Хендерсон из Brave Words & Bloody Knuckles сказал: «Вас ждёт удовольствие, которое легко описать как блэк-метал версию The Dark Side of the Moon во всей её гордости и славе. На самом деле, если бы Гилмор присоединился к Emperor, или если бы Cradle'ов встали на сторону Yes, — My Arms, Your Hearse можно по-настоящему описать». «My Arms, Your Hearse — это веха в экстремальном метале 1990-х», — писал Крис Бруни в своей рецензии для журнала Unrestrained!. Он также написал, что альбом, «несомненно, является их самым потрясающим достижением» и «песни стали сильнее, тяжелее, более связными, с более сильным звучанием, благодаря студии Fredman, а текстуры и движения песен — одни из лучших в исполнении, которые можно услышать в метале».

## Список композиций
Слова и музыка всех песен — Микаэль Окерфельдт, за исключением отмеченных.
| №                   | Название            | Музыка                        | Длительность |
| ------------------- | ------------------- | ----------------------------- | ------------ |
| 1.                  | «Prologue»          |                               | 0:59         |
| 2.                  | «April Ethereal»    |                               | 8:41         |
| 3.                  | «When»              |                               | 9:14         |
| 4.                  | «Madrigal»          |                               | 1:26         |
| 5.                  | «The Amen Corner»   |                               | 8:43         |
| 6.                  | «Demon of the Fall» | М. Окерфельдт, Петер Линдгрен | 6:13         |
| 7.                  | «Credence»          |                               | 5:26         |
| 8.                  | «Karma»             |                               | 7:50         |
| 9.                  | «Epilogue»          |                               | 4:02         |
| Общая длительность: | Общая длительность: | Общая длительность:           | 52:36        |

| №                   | Название                                        | Текст песни          | Музыка               | Длительность |
| ------------------- | ----------------------------------------------- | -------------------- | -------------------- | ------------ |
| 10.                 | «Circle of the Tyrants» (кавер на Celtic Frost) | Томас Габриэль Фишер | Томас Габриэль Фишер | 5:12         |
| 11.                 | «Remember Tomorrow» (кавер на Iron Maiden)      | Пол Ди'Анно          | Стив Харрис          | 4:59         |
| Общая длительность: | Общая длительность:                             | Общая длительность:  | Общая длительность:  | 61:47        |

## Участники записи[18]
Opeth
- Микаэль Окерфельдт — вокал, гитара, бас-гитара, клавишные
- Петер Линдгрен — гитара, фотограф
- Мартин Лопес — ударные

Производственный персонал
- Фредрик Нордстрём — звукорежиссёр, сведение, орган Хаммонда на «Epilogue»
- Андерс Фриден — звукорежиссёр
- Йоран Финнберг — мастеринг
- Том Мартинсен — графический дизайн